# Zofia Czeska
Zofia Czeska-Maciejowska, o Zofía de Bohemia (1584 en Budziszowice (50°21′27″N 20°30′06″E / 50.3576278, 20.501578), Polonia- 1 de abril de 1650 en Cracovia, Polonia)  fue una mujer polaca, defensora y promotora de la mujer, fundadora de orfanatos, creadora de un sistema educativo y organización pionera con 300 años de antelación, cuyo legado fue la Congregación de las "Hermanas de la Presentación de la Santísima Virgen María", beatificada por papa Francisco el 9 de junio de 2013 en Cracovia.

## Vida
Nació en 1584, y fue la mayor de los 9 hijos de Mateusz y Katarzyna Lubowiecka, quienes pertenecían a clase acomodada de la región de los alrededores de Cracovia. La madre de Zofia procedía de la parroquia de Niegowić, cerca de Wieliczka, y su padre, de las cercanías de Wiślica, de la ciudad de Budziszowice.
Fue bien educada, con los recursos de sus padres, y cuidó de sus hermanos en la mansión de sus padres según la tradición. Sus hermanos se educaron en escuelas jesuitas y una hermana se unió a las religiosas Bernardinas de Cracovia con sede en Stradom.
El 28 de junio del año 1600, cuando tenía 16 años, la casaron con el checo Jan Czeski, un nombre heredero de la ciudad checa cerca de Słomniki. Su esposo cumplía con todas sus obligaciones de la nobleza, militares y piadosas, mientras tanto ella administraba su granja, cuidaba el campesinado, enfermos y practicó la herbolaria.
Su esposo apoyó diversas actividades de caridad, fundó un altar, financió un orfanato y unas instalaciones para enfermos y personas sin hogar, al mismo tiempo que apoyó económicamente a la Iglesia y monasterios de Cracovia. En 1601 hubo epidemia de peste. En 1602 contando se inscribió a la Archicofradía de la Misericordia, fundada por el sacerdote jesuita Piotr Skarga, en Cracovia, donde se dedicó a realizar obras de misericordia, especialmente para niñas huérfanas y familias pobres.
En 1603, murió su madre, haciéndose cargo de sus hermanos. En 1606 después de 6 años de matrimonio, su esposo enfermó y falleció cuando ella tenía 22 años, quedó viuda y sin hijos.

Ante tal situación Sofía declaró:
“De un día para otro perdí al hombre que amaba y que me daba una sensación de seguridad. Sentado junto al cuerpo del fallecido Jan, no podía ordenar mis pensamientos. Buscaba en mi cabeza alguna razón para esta desgracia. Salí al patio a tomar un poco de aire fresco. Entonces vino a mi lado un pequeño granjero procedente de Nienacko. Así que abracé al bebé con fuerza y decidí no rendirme a la desesperación. Después de todo, me esperan muchas criaturas así, para quienes el hambre, el desconocimiento y la incertidumbre del mañana son incluso peores que la muerte”.
En 1607, fue secuestrada por Hermolaus Gładysz, de Szymbark un noble rico que la quería como esposa, pero no se logró el cometido, siguiendo después cada quien su camino. En 1613 murió su padre, por lo que se hizo cargo de las propiedades de su padre y su marido. A pesar de contar con pretendientes, prefirió no casarse y dedicar su vida al cuidado de los demás. 
El 1 de abril de 1650 murió a los 66 años dentro de una fama de santidad. Fue enterrada en la iglesia de Santa María en Cracovia, en una capilla financiada por su hermano, aunque después fueron trasladados a la iglesia de San Juan Bautista y san Juan evangelista en Cracovia. Su cráneo se encuentra en la capilla lateral de la iglesia de Santa María.

## Legado
En ese tiempo, las doncellas de familias ricas frecuentemente tenían un padrino o tutor privado por lo que eran enviadas a cortes o monasterios, pero las niñas pobres o huérfanas no tenían esa opción. Por otro lado, los malos tiempos por inundaciones, guerras, y malas cosechas, dejaban muchos huérfanos y familias pobres, por lo que, para evitar la mendicidad, y proporcionar educación, se mudó a Cracovia y con recursos propios, el 11 de octubre de 1621 firmó un acta de donación de sus casas de vecindad para lo cual fundó un instituto educativo para niñas huérfanas y familias pobres, en el número 18 de la calle Szpitalna de Cracovia, llamado "Casa de las Doncellas de la Presentación de la Santísima Virgen María", también conocida como "Hogar de Huérfanos". 

Ahí incorporó un sistema educativo femenino local, con un plan de estudios, definición de función de los educadores y derechos y deberes de los estudiantes convirtiéndose en pionera en el ambiente educativo regional, al ser la primera organización en hacerlo. Trabajó estrechamente con jesuitas y monjas paulinas.
“Decidí, agradeciendo las bendiciones de Dios por el tiempo que me había confiado, que dejaría todo, desde lo que me quedaba, para mi crianza y alimentación hasta mi muerte.
Fue la primera escuela para niñas organizada en Polonia. Hasta el final de su vida se dedicó al servicio educativo y docente, cumpliendo los deberes de superiora, tutora y maestra en el Instituto que fundó, donde lo más importante, era el respeto por cada alumno independiente de su origen social y clase, por lo que igualmente educaba niñas pobres que nobles, sirviendo de buena gana a los niños y destacando su disposición a trabajar con todos los estudiantes.
El 31 de mayo de 1627, el obispo de Cracovia, Marcin Szyszkowski, emitió un decreto aprobando el Instituto, y el 24 de mayo de 1633 fue confirmado por el nuncio Honorat Visconti en nombre de la Santa Sede, y ese mismo año lo hizo el Rey Ladislao IV.
En 1643 escribió las “Actas sobre el modo de vida de la Casa de a Doncella” para continuar organizando al Instituto y darle un carácter de congregación religiosa a cierta parte de la organización, pero no terminó la obra, 

## La congregación
Posterior a la muerte de la Fundadora se conformó la "Congregación de las Hermanas de la Presentación de la Santísima Virgen María" conocidas popularmente como “Presentes” cuya espiritualidad es una experiencia constante del misterio de la "presentación de María", expresada por constante expresión al Amor eterno de Dios, permanecer en su presencia con oración, trabajo y donación a los jóvenes para que puedan vivir su propio misterio de "presentación", de cara al Dios Vivo, que es Amor y formar vidas como respuesta a este Amor. Sus leyes fueron aprobadas el 13 de enero de 1660 por Andrzej Trzebicki, obispo de Cracovia.
La obra de Zofia continúa hasta el siglo XXI, impulsada por las hermanas religiosas, operando dos escuelas secundarias y dos internados y 4 guarderías, un orfanato y se ocupan de niños con necesidades especiales en Cracovia y Rzeszów. En otras ciudades de Polonia imparten clases de catequesis en las escuelas y también participan en tareas parroquiales, principalmente como sacristanes. La organización también apoya varias comunidades de Ucrania.

## Proceso de beatificación
La ceremonia de beatificación tuvo lugar el 9 de junio de 2013 en el Santuario de la Divina Misericordia en Cracovia. La beatificación en nombre del Papa Francisco fue realizada por el cardenal Ángel Amato. Su memoria litúrgica se celebra el 15 de mayo.
La postuladora del proceso fue la hermana Renata Gąsior. El 1 de abril de 1995, el cardenal de Cracovia Franciszek Macharski, abrió el proceso de beatificación de la madre Zofía de Bohemia. La etapa diocesana del proceso concluyó en noviembre de 1997. El 27 de junio de 2011, el Papa Benedicto XVI firmó el decreto de virtudes heroicas, y el 20 de diciembre de 2012 emitió un decreto aprobando el milagro por su intercesión, que fue la curación. de un niño de varios años con encefalitis grave.